# Fals
Fals é uma comuna francesa na região administrativa da Nova Aquitânia, no departamento Lot-et-Garonne. Estende-se por uma área de 9,41 km². Em 2010 a comuna tinha 392 habitantes (densidade: 41,7 hab./km²).